# Palmarès
Palmarès é uma palavra da língua francesa usada para denominar uma lista de vitórias, títulos ou conquistas de um desportista, de um clube, de um escritor etc. Também pode ser usada para classificar o êxito na indústria fonográfica, equivalendo à expressão da língua inglesa hit parade.
Sua origem é a palavra latina palmáris, derivada de "palma", ou seja, aquele que merece a palma, símbolo recorrente de premiações e condecorações na Roma Antiga.
Referências
HOUAISS, Antônio - Dicionário Houaiss da língua portuguesa, Rio de Janeiro: Objetiva, 2001.